# Cruelle Maternité
Pour plus de détails, voir Fiche technique et Distribution.
Cruelle Maternité, connu en Belgique sous le titre En amour on pèche à deux (titre original : In amore si pecca in due), est un melodramma strappalacrime italien réalisé par Vittorio Cottafavi et sorti en 1954.

## Synopsis
Luisa Galli, orpheline depuis son plus jeune âge, se rend à Rome à la recherche d'un travail décent ; mais elle ne trouve qu'une place de bonne chez l'avocat Giorgi. Le frère de l'avocat, Arturo, lui témoigne de l'affection et elle lui rend la pareille : une relation s'établit entre les deux, qui n'est pas sans conséquences. Lorsque la jeune fille informe son amant d'une maternité prochaine, Arturo est brutalement mécontent. Luisa, qui se croyait sûre des sentiments de son bien-aimé, est amèrement déçue et quitte la maison. Elle trouve l'hospitalité chez Olga, une femme de cœur qui a vécu la même expérience que Luisa dans sa jeunesse : c'est dans cette maison qu'elle donne naissance à son enfant. Forcée de se séparer d'Olga, Luisa est admise à l'hôpital pour une opération urgente. Il se trouve que la femme à qui elle avait confié l'enfant le dépose un jour dans un confessionnal. Découvert, le bébé est transféré dans un orphelinat. Ayant appris le fait par les journaux, Luisa écrit à sa sœur Elvira, la suppliant de prendre l'enfant. Entre-temps, Arturo, qui n'a jamais pu oublier Luisa, revient vers elle et l'épouse. Pour obtenir l'enfant, Elvira a déclaré qu'elle en était la mère : pour cette fausse déclaration, elle est jugée. Arturo la défend : il s'insurge contre la société qui épargne les vrais coupables des péchés d'amour : les hommes.

## Fiche technique
- Titre français : Cruelle Maternité ou En amour on pèche à deux[1]
- Titre original italien : In amore si pecca in due[2]
- Réalisation : Vittorio Cottafavi
- Scénario : Franco Perroni
- Photographie : Augusto Tiezzi
- Montage : Jolanda Benvenuti (it)
- Musique : Franco Langella (it)
- Décors : Alfredo Montori (it), Gino Brosio
- Production : Fortunato Misiano
- Société de production : Romana Film (it)
- Pays de production :  Italie
- Langue originale : italien
- Format : Noir et blanc - 1,37:1 - Son mono - 35 mm
- Genre : melodramma strappalacrime
- Durée : 95 minutes
- Date de sortie :
  - Italie : 9 janvier 1954
  - France : 30 décembre 1959

## Distribution
- Giorgio De Lullo : Arturo Giorgi
- Cosetta Greco : Luisa Galli
- Alda Mangini : Olga
- Vera Carmi : Bianca Giorgi
- Carlo Lombardi Armando Giorgi
- Rossana Rory : Elvira
- Cristina Pall : Lolita
- Germana Paolieri
- Pina Piovani
- Anna Arena
- Gianni Agus
- Galeazzo Benti
- Mimmo De Ninno
- Carlo Mariotti
- Giulio Battiferri
- Enrico Glori
- Margherita Bossi Nicosia
- Franco Scandurra
- Mario Siletti
- Bruno Smith
- Antonio Acqua
- Ermanno Adriani